# Carol Stream
Carol Stream – wieś w Stanach Zjednoczonych, w stanie Illinois, w hrabstwie DuPage.